# Lobelia dunbariae
Lobelia dunbariae är en klockväxtart som beskrevs av Joseph Rock.
Lobelia dunbariae ingår i släktet lobelior och familjen klockväxter.

## Underarter
Arten delas in i följande underarter:
- Lobelia dunbariae dunbariae
- Lobelia dunbariae paniculata